# 알폰소 데 갈라레타

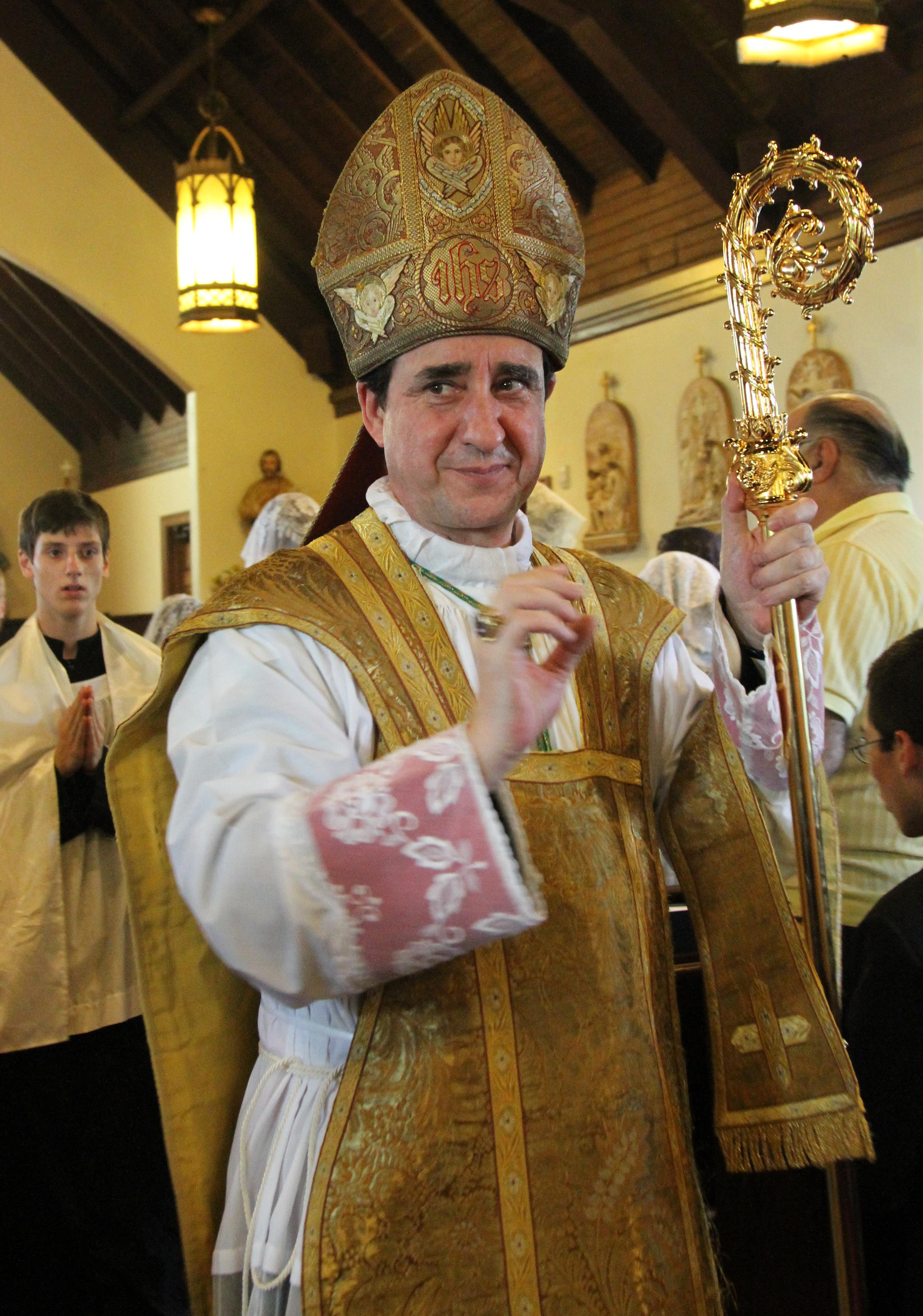

알폰소 루이즈 데 갈라레타(스페인어: Alfonso Ruiz de Galarreta, 1957년 1월 14일 - )는 성 비오 10세회의 주교이다. 1988년 마르셀 르페브르 대주교에 의해 교황의 승인 없이 주교로 서임되었다는 이유로 자동 파문되었다. 이에 대해 갈라레타와 그의 추종자들은 자신들의 주교 서임이 가톨릭교회 안의 도덕적·신학적 위기 때문에 필수불가결한 것이었다고 항변하면서, 자신들에게 내려진 파문의 유효성을 부인하였다. 갈라레타와 그와 함께 주교로 서임받은 세 명의 성직자에게 내려진 파문 조치는 2009년 1월 21일 성좌에 의해 철회되었다.